# Mal di Ventre
Mal di Ventre (in sardo Isula de Malu 'Entu, cioè isola del cattivo vento) è un'isola del Mare di Sardegna antistante alla costa della penisola del Sinis, dista circa 8 km (4,3 miglia nautiche) dal punto più vicino, capo Mannu.  È inclusa nel perimetro dell'Area marina protetta Penisola del Sinis - Isola Mal di Ventre. In sardo malu bentu (o con elisione della prima consonante malu 'entu) significa "cattivo vento" per via dei mutevoli e repentini cambiamenti delle condizioni meteorologiche, influenzate quanto dal vento dominante di maestrale, tanto dalle brezze termiche determinate dalla relativa vicinanza alla Sardegna. Il toponimo "Mal di Ventre" è attestato nelle mappe dal XIII secolo. Nel 1300 l’isola è nominata Cofia di Doana, “Coscia di Donna” mentre lo scoglio del Catalano è nominato Mala Vente. Esistono altre mappe più recenti (tra il 1600 ed il 1700) dove l’isola è sempre nominata “Cofia di Doana”.

## Geografia

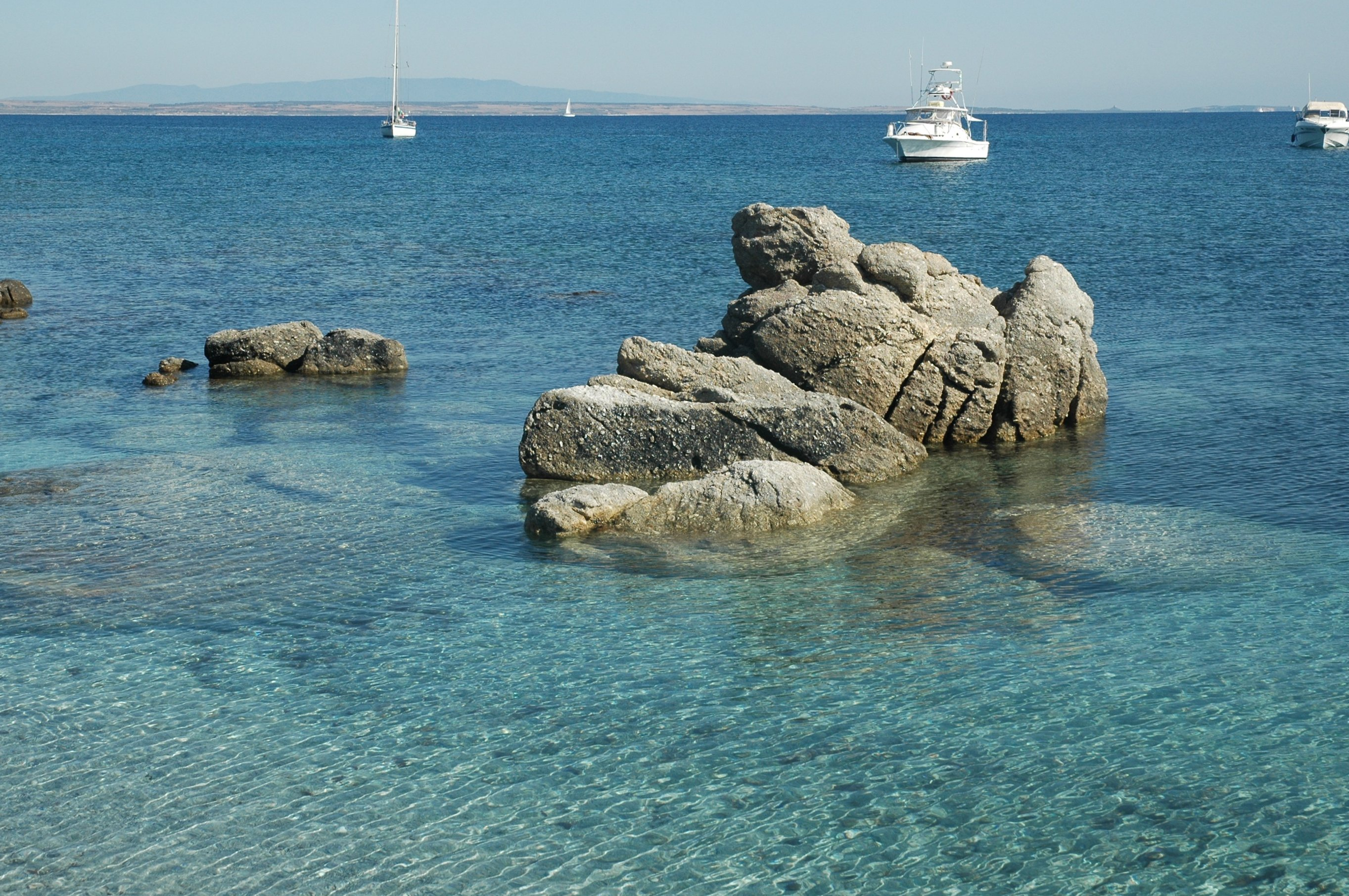
Vista del mare dall'Isola.

L'isola di Mal di Ventre ha una superficie di 0,80 km² e presenta un aspetto pianeggiante, con l'altitudine massima di appena 18 m s.l.m. È presente una pozza di acqua sorgiva che permette la sopravvivenza di alcune specie di piccoli mammiferi, rettili e volatili. La sua origine geologica è molto antica e risale al tardo Carbonifero; le formazioni rocciose dell'isola sono infatti costituite da monzograniti equigranulari, relitto delle inclusioni plutoniche tardo-erciniche che si rinvengono in alcuni siti della Sardegna e della Corsica. L'affioramento dell'isola fa parte di un complesso granitico, in gran parte sommerso, che si estende da sud a nord davanti alle coste della Penisola del Sinis e rappresenta l'unica formazione paleozoica della zona. Le formazioni geologiche del Sinis, infatti, hanno origine più recente, in quanto costituite dall'affioramento di depositi calcarei, lave andesitiche del Miocene, e da lave basaltiche e depositi di arenarie calcaree del Pliocene.
La costa orientale che si rivolge alla Sardegna si presenta per lo più sabbiosa, con alcune piccole calette che facilitano l'approdo. La costa occidentale invece si presenta relativamente alta e rocciosa e non offre approdi sicuri essendo esposta al vento di maestrale, che in questa parte dell'isola soffia particolarmente intenso. I fondali del mare intorno all'isola si presentano rocciosi.

### Flora
La vegetazione è rappresentata dalla macchia mediterranea bassa costituita da essenze quali il lentisco (Pistacia lentiscus), l'olivo selvatico (Olea europaea), il cisto, il rosmarino (Rosmarinus officinalis) e la palma nana (Chamaerops humilis), oltre che dalle erbe basse. I cespugli vengono scolpiti e modellati dall'azione costante del vento di maestrale.

### Fauna
Le acque circostanti l'isola sono popolate da tartarughe marine della specie Caretta caretta e da cetacei. Secondo quanto riferito dall'esploratore Alberto La Marmora, un tempo erano presenti anche le foche monache (Monachus monachus). Fra gli unici mammiferi presenti sull'isola vi sono i conigli selvatici (Oryctolagus cuniculus) e dei piccoli topi bianchi  (Mus musculus o topo domestico). L'avifauna è invece rappresentata da diverse specie di uccelli marini tra i quali il cormorano (Phalacrocorax carbo), la berta maggiore (Calonectris diomedea), la berta minore (Puffinus puffinus), il gabbiano reale (Larus michahellis), il gabbiano corso (Ichthyaetus audouinii) ed il falco della regina (Falco eleonorae). I rettili comuni sull'isola sono le testuggini e, fra i serpenti, il biacco (Hierophis viridiflavus). Sembra inoltre essere presente la vedova nera mediterranea o malmignatta (Latrodectus tredecimguttatus), uno dei pochi ragni presenti in Italia temibili per il morso.

## Storia

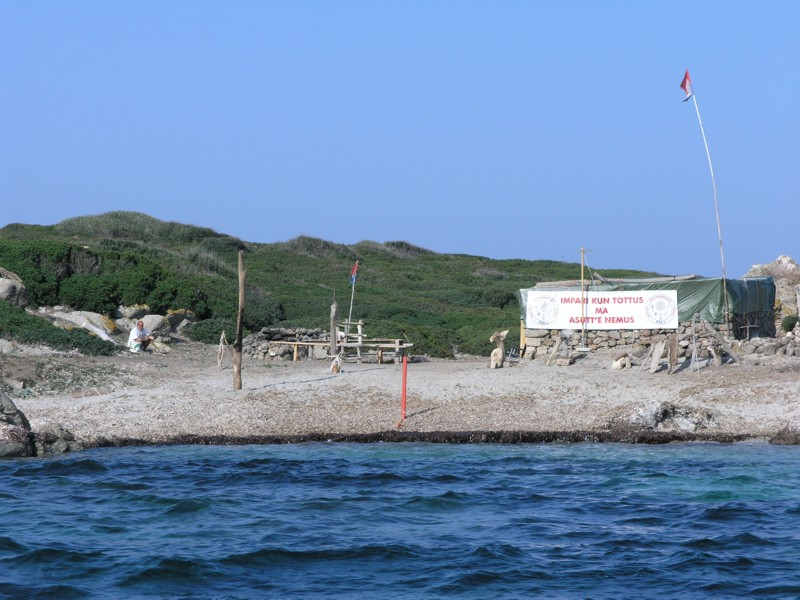
L'accampamento di indipendentisti sull'isola di Mal di Ventre.

L'isola fu frequentata fin dal periodo neolitico. Lo attestano le numerose punte di freccia e raschiatoi in ossidiana ritrovati sull'isola. In questo periodo storico l'isola doveva essere ben più grande e assai più vicina a Mari Ermi da cui dista circa 5 miglia. Inoltre, Mal di Ventre è l'unica isola minore della Sardegna dove è presente un nuraghe bilobato con un piccolo mastio, chiamato Nuraghe Malu 'Entu, già rilevato da Atzori degli anni '60 e da Copparoni negli anni' 90, che ha anche segnalato la presenza di alcuni pozzi di cui uno con acqua sorgiva perenne, ubicato nella parte centro meridionale dell'isola. 
Altra particolarità di questa misteriosa isola è la presenza di una grande casa romana realizzata fra il I e il II secolo d.C. di cui hanno scritto anche il Canonico Giovanni Spano e il Generale Alberto Ferrero della Marmora che segnalarono questa imponente costruzione dotata anche di vasche e una fontana con acqua. In questi anni, la struttura è stata più volte saccheggiata e sono stati asportati anche elementi architettonici come pezzi di colonne e architravi in arenaria. A seguito delle numerose denunce presentate soprattutto dall'Associazione Amici di Sardegna, il giornalista Oliviero Beha, conduttore di Radio a Colori, inviò sull'isola una troupe di Radio Rai che intervistò in diretta l'allora Soprintendente archeologico di Cagliari e Oristano, Dott. Vincenzo Santoni. La troupe di Radio Rai fu accompagnata sull'isola dal Prof. Roberto Copparoni in qualità di Ispettore Onorario della Soprintendenza archeologica che da anni segnalava l'abbandono dell'isola di Mal di Ventre. Da alcune segnalazioni ricevute e raccolte dallo studioso Marco Porcu, recentemente scomparso, appare verosimile che sull'isola vi fosse anche un piccolo insediamento monastico, così come da alcune tracce murarie con sviluppo absidale rinvenute nella parte sud orientale dell'isola, oggi ricoperte dalla rigogliosa vegetazione di Lentischio.
Altro aspetto di grande interesse sono i numerosi relitti di imbarcazioni di varie epoche che si trovano sui fondali attorno all'isola, tra cui un relitto romano lungamente oggetto di studio da parte della Soprintendenza Archeologica di Cagliari e Oristano .
I manufatti e le merci trasportate dalle numerose imbarcazioni affondate sono stati recuperati solo in parte. 

### Repubblica di Malu Entu
L'Isola di Mal di Ventre finì all'attenzione della cronaca soprattutto durante il processo per il presunto "complotto separatista" svoltosi agli inizi degli anni ottanta del XX secolo, che avrebbe visto implicati diversi attivisti di movimenti indipendentisti sardi e che, a detta di alcune ricostruzioni, fu una macchinazione dei servizi segreti italiani per screditare il vento sardista allora sorto; l'isola sarebbe stata prescelta, secondo l'accusa, quale luogo dal quale gli insorti avrebbero comunicato al mondo mediante potenti apparati radioamatoriali la nascita della Repubblica Socialista di Sardegna.
Il quotidiano italiano La Repubblica ha riportato, nell'agosto del 2008, la notizia dell'iniziativa di un indipendentista sardo che mira al riconoscimento internazionale dell'isola di Mal di Ventre, quale "Repubblica Indipendente di Malu Entu", rifacendosi ai principi di autodeterminazione dei popoli sanciti dalla Carta delle Nazioni Unite. Salvatore Meloni, protagonista di altre storiche battaglie per l'indipendenza della Sardegna, ha provveduto a inviare il progetto sia alle Nazioni Unite ed ai suoi membri, che al presidente del Consiglio dei ministri Silvio Berlusconi. Salvatore Meloni, che da più di vent'anni trascorre gran parte delle sue giornate sull'isoletta assieme ad altri indipendentisti, nel febbraio 2009 ha avviato una causa civile per l'usucapione dell'isola di Mal di Ventre che, dal 1972, appartiene alla società napoletana "Turistica Cabras srl"; inoltre, Meloni ha richiesto al Comune di Cabras la residenza anagrafica sull'isola per rafforzare la sua iniziativa. Meloni ha pure fatto stampare banconote con la sua faccia, i "Soddus Sardos".
Nel gennaio del 2009, dopo 5 mesi dalla data di autoproclamazione della Repubblica, un blitz del Corpo Forestale e di Vigilanza Ambientale e della Capitaneria di porto ha sgomberato gli indipendentisti. Questi ultimi sono stati accusati, tra le altre cose, di aver danneggiato l'ambiente e di aver smaltito illecitamente i rifiuti prodotti durante la loro permanenza sull'isola. In seguito, Salvatore Meloni, sebbene allontanato, è ritornato sull'isola, prima del suo incarceramento a seguito di una condanna per frode fiscale.

## Geografia politica
Amministrativamente fa parte del territorio del comune di Cabras (in Provincia di Oristano), ed è stata per diversi anni al centro di un contenzioso tra l'imprenditore britannico Rex Miller, che ne rivendicava la proprietà ed il diritto di poterla sfruttare turisticamente, e l'amministrazione comunale lagunare. È inoltre inclusa nel perimetro dell'Area Marina Protetta "Penisola del Sinis – Isola di Maldiventre" e per questo risulta riconosciuta quale area di notevole interesse naturalistico e di importanza ambientale. Sull'isola non sono presenti costruzioni, fatta eccezione per un fanale automatico di supporto alla navigazione notturna. Sono visibili, lungo la costa orientale, i resti di un nuraghe, testimonianza della presenza umana sull'isola fin dall'età del bronzo. In prossimità di Cala dei Pastori sono ancora visibili i resti di una grande domus romana, oggi nascosta dai cespugli di lentisco (pistacia Lentiscus) e di cui si conservavano, fino a qualche anno fa, alcuni elementi di colonna in calcare, sottratti da clandestini. In prossimità dell'isola vi sono inoltre numerosi relitti di navi di ogni epoca, recentemente rinvenuti, che mostrano come il nome dell'isola confermi la natura traditrice dei suoi fondali marini e delle sue correnti.
L'isola è disabitata, anche se è frequentata dai turisti, soprattutto durante la stagione estiva, che la raggiungono dalle spiagge di Mari Ermi e Putzu Idu mediante piccole imbarcazioni da diporto. Pur trattandosi di un terreno per lo più inospitale, un tempo è stata frequentata da pescatori di corallo e pastori che, servendosi delle barche dei pescatori stessi, portavano le pecore in transumanza a pascolare sull'isola durante gli inverni, che su questo lembo di Sardegna sono particolarmente miti, e nella stagione primaverile.